# Rawanduz

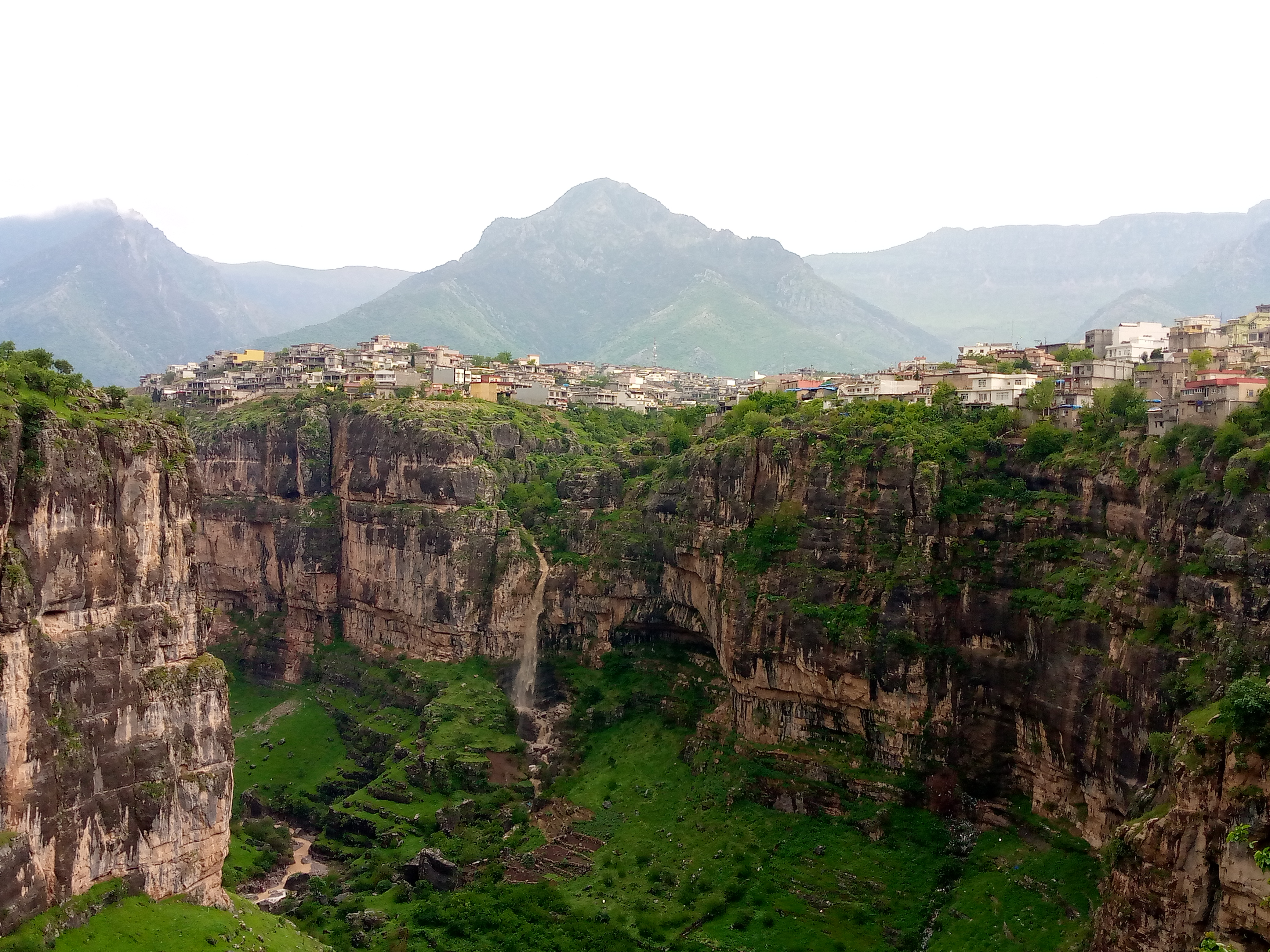
Rawanduz

Rawanduz (arabisch رواندوز, DMG Rawāndūz; kurdisch ڕەواندز Rewandiz) ist eine Stadt in der irakischen Provinz Erbil
in der Autonomen Region Kurdistan. Die Stadt hat 102.399 Einwohner (Berechnung 2009) und liegt 914 m hoch. Rawanduz liegt auf einer Straße, die Erbil und Mosul über den Garu-Schinka-Pass mit der iranischen Stadt Mahabad verbindet.

## Geschichte

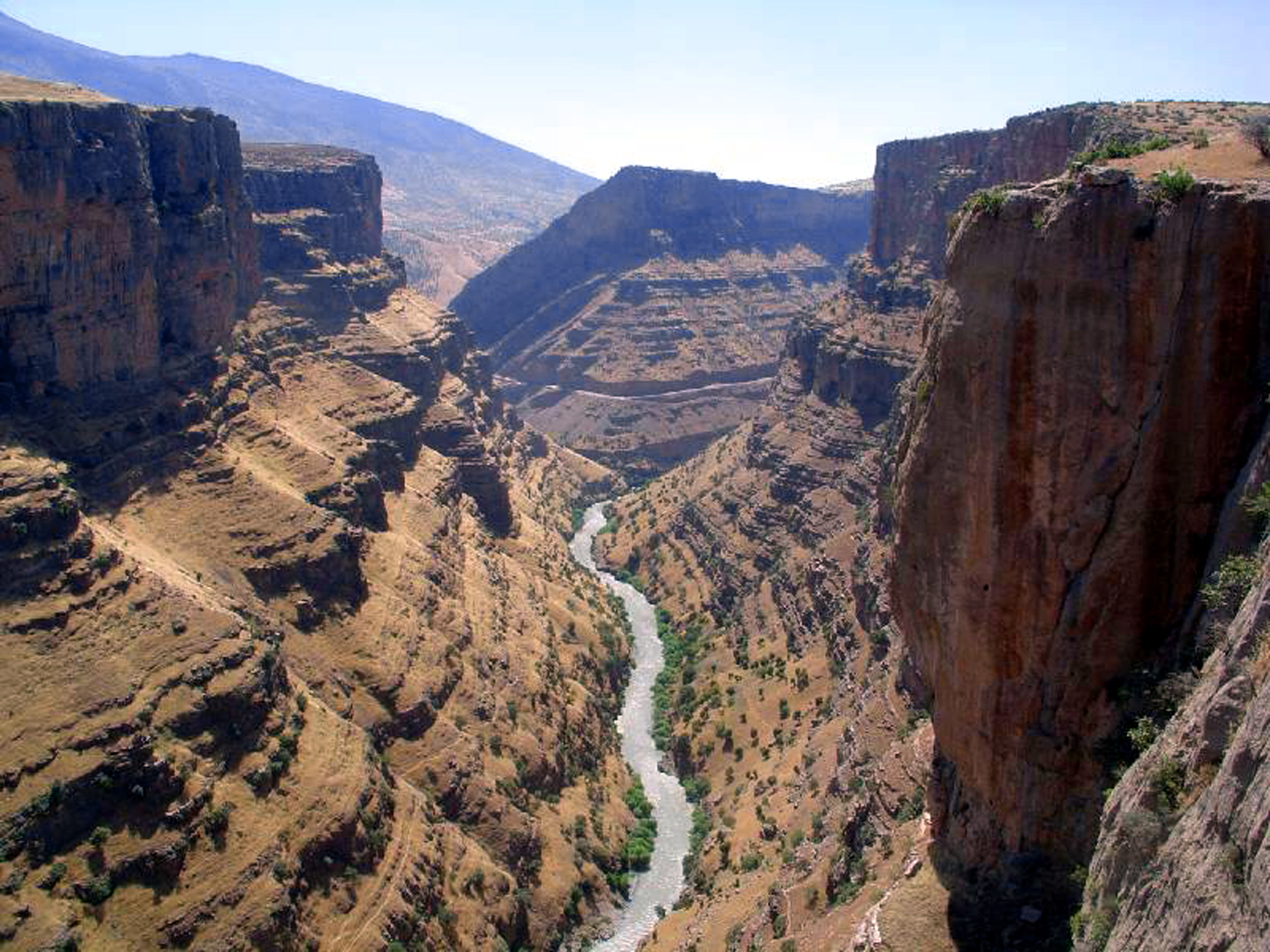
Die Schlucht von Rawanduz

Rawanduz war bedingt durch seine Lage eine wichtige Stadt. Der Rawanduz-Pass durch das Zāgros-Gebirge war der Fundplatz der wichtigen Kel-i-Schin-Stele. Der Gebirgspass wurde später vom persischen König Kyros II. benutzt, um Babylonien zu erobern. Die Stadt war zeitweise Teil der Provinz Schahrazor und teilweise im Besitz der Ardalan. Rawanduz war die Hauptstadt des kurdischen Emirates von Soran. Dessen letzter Herrscher Mohammed Pascha Rewanduz erklärte sich Anfang des 19. Jahrhunderts von seinem osmanischen Oberherrn unabhängig. Nach dem Niedergang des Emirates 1836 verlor die Stadt ihre Bedeutung. Während des Ersten Weltkrieges lag die Stadt auf der Route der osmanischen und russischen Truppen. Rawanduz war Teil des Vilâyet Mossul, die zwischen den Osmanen und den Briten zum Zankapfel wurde. 1922 ließ sich Scheich Mehmûd Berzincî hier zum König von Kurdistan ausrufen. Durch einen Entschluss des Völkerbundes 1925 wurde Rawanduz samt dem Vilâyet Teil des Britischen Mandats Mesopotamien. Im Jahr 1940 hatte Rawanduz 7.000 Bewohner. Das Mandat wurde später als Königreich Irak unabhängig. Seit 1970 ist Rawanduz Teil der Autonomen Region Kurdistan.
Vor dem Ersten Weltkrieg hatte die Stadt eine christlich-nestorianische Gemeinde. Daneben lebten auch Juden in Rawanduz.